# Filialkirche Hohenstein

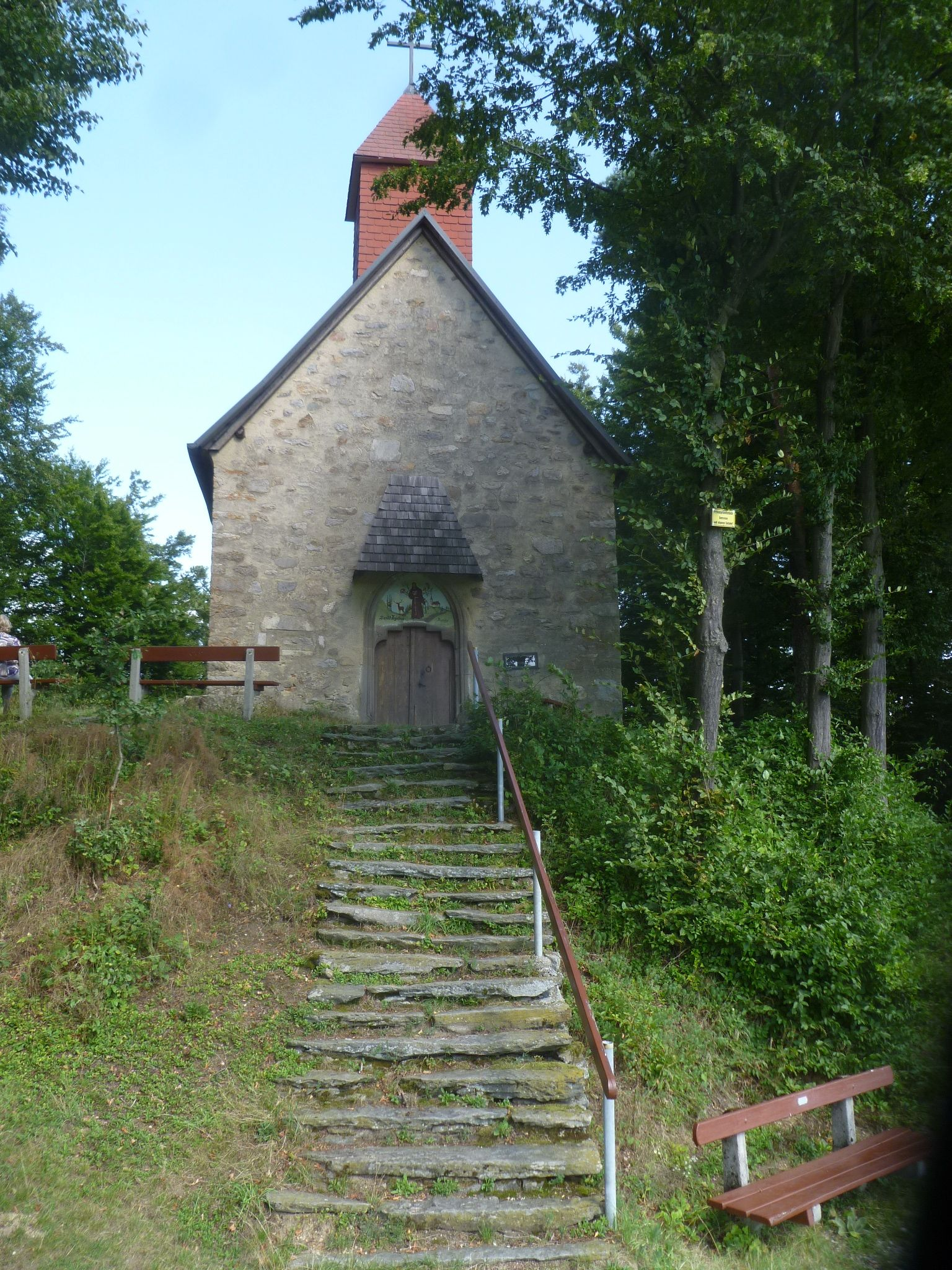
Katholische Filialkirche hl. Ägidius in Hohenstein

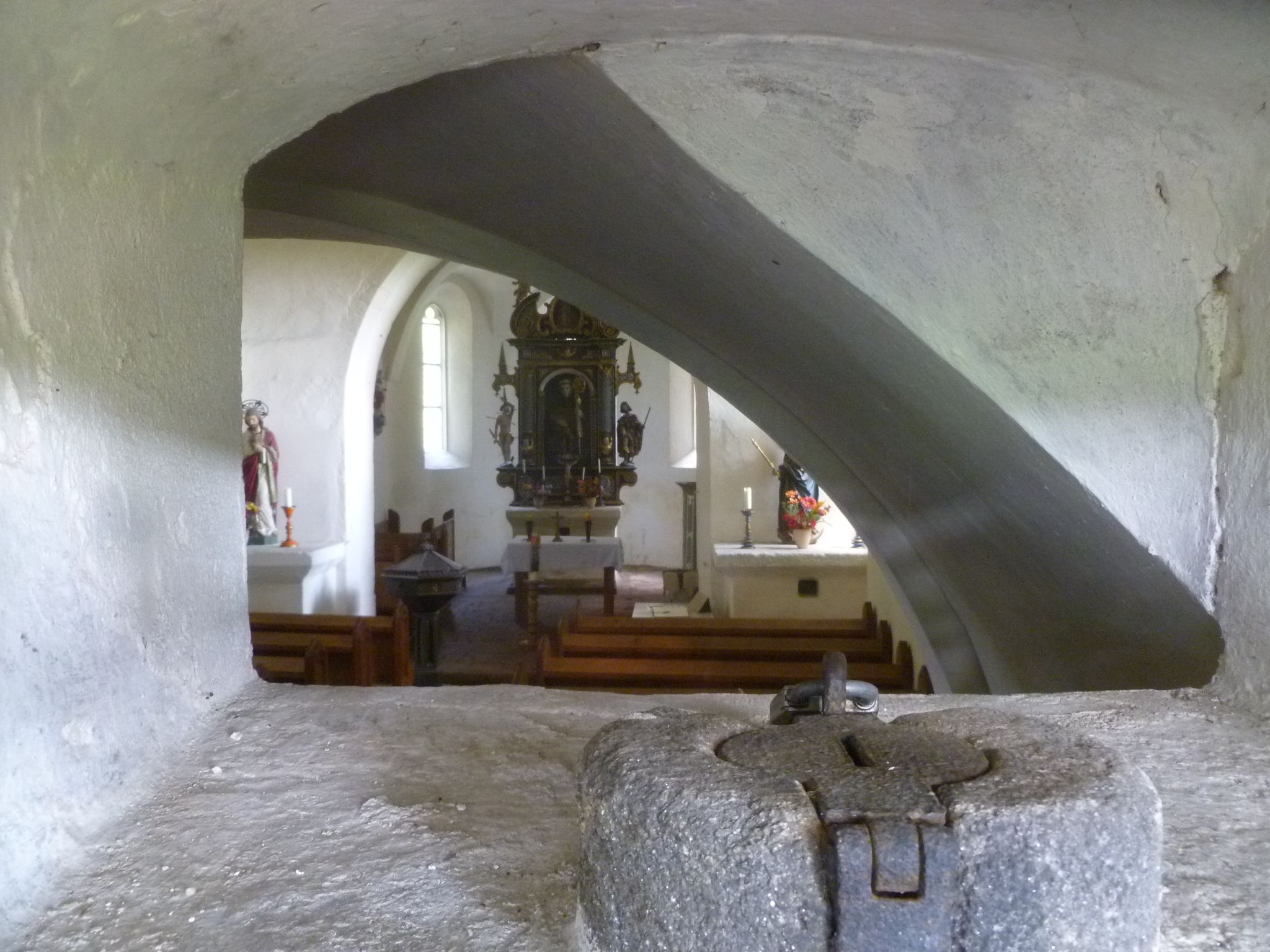
Blick über den Opferstock durch das Langhaus zum Chor

Die römisch-katholische Filialkirche Hohenstein steht auf einer hohen Felskanzel am linken Ausgang des Weingrabens in der Ortschaft Hohenstein in der Gemeinde Engerwitzdorf im Bezirk Urfahr-Umgebung in Oberösterreich. Die dem Patrozinium des hl. Ägidius unterstellte Filialkirche gehört zum Dekanat Gallneukirchen in der Diözese Linz. Die Kirche in Resten vom Burgstall Hohenstein steht unter Denkmalschutz (Listeneintrag).

## Geschichte
Die wohl romanische Kirche aus der ersten Hälfte des 13. Jahrhunderts stand wohl innerhalb einer bereits in der ersten Hälfte des 14. Jahrhunderts zerstörten Burgstall Hohenstein ohne urkundliche Belege. Chor und Sakristei entstanden in der ersten Hälfte des 14. Jahrhunderts. Die Kirche wurde in der Mitte des 16. Jahrhunderts mit Stichkappentonnen gewölbt. 1689 wurden Teile wie das erste Langhausjoch erneuert, der Triumphbogen nennt 1689. 1948 und in den 1980er Jahren waren Restaurierungen.
Die Kirche wurde 1349 urkundlich genannt. 1680/1681 wurde die Kirche nach Zerstörungen wiederaufgebaut und Altäre geweiht. Die Kirche wurde 1786 säkularisiert und befindet sich in Privatbesitz.

## Architektur
Die kleine Saalkirche hat ein zweijochiges Langhaus und mit Achsknick einen zweijochigen Chor mit einem polygonalen Schluss unter Stichkappentonnengewölben. In der südlichen Chorecke steht ein quadratischer niedriger Sakristeianbau.
Die westliche Giebelfront hat querrechteckige teils vermauerte spätgotische Fenster. Das leicht kielbogige Westportal hat einen schulterbogigen abgetreppten Sturz um 1500, das Tympanonfeld zeigt die Wandmalerei hl. Ägidius. In der Nordwestecke befindet sich ein großer Grundstein, wohl ein traditioneller Opferstein. An den Längsseiten hat die Kirche Segmentbogenfenster aus dem Ende des 17. Jahrhunderts, welche teils den gotischen Spitzbogenfenstern vorgeblendet wurden. Der Chor und die Sakristei haben schmale spitzbogige  gotische Maßwerkfenster aus der ersten Hälfte des 14. Jahrhunderts, ein breites spätgotisches Mittelfenster mit Maßwerkresten im Chorpolygon entstand wohl um 1500. Das einheitliche und über dem Polygon abgewalmte Satteldach trägt einen hölzernen Dachreiter mit einem erneuerten Zeltdach.
Das Kircheninnere hat eine Treppe vom Portal in den tiefer liegenden Saalraum, das Westjoch hat ein Kreuzgratgewölbe wohl aus 1689, das zweite Joch hat barocke Segmentbogennischen. Die tonnenunterwölbte Westempore mit Wendeltreppe entstand 1689. Der gefaste spitzbogige Triumphbogen entstand in der ersten Hälfte des 14. Jahrhunderts und zeigt chorseitig einen Schildbogen des ehemaligen gotischen Gewölbes. Der Chor hat unterschiedlich große Stichkappengewölbe mit gekreuzten Enden aus der Mitte des 16. Jahrhunderts. Ein schulterbogiges Portal um 1500 führt in die kreuzgratgewölbte Sakristei.
Die stark reduzierten barocken Wandmalereien an der Emporenbrüstung aus dem vierten Viertel des 17. Jahrhunderts zeigen den hl. Ädidius und die Krönung Mariens.

## Einrichtung
Der barocke Hochaltar um 1640/1660 ist ein kleines Säulenretabel mit einem gesprengten Rundgiebel und Auszug, er trägt in der mittleren Rundbogennische die Halbfigur hl. Ägidius um 1450 und seitlich barocke Baldachinfiguren der Heiligen Sebastian und Rochus um 1680, das Auszugsbild zeigt Maria mit Kind um 1680. Der gemauerte gotische Altartisch hat eine Reliquiennische.
Die Seitenaltäre haben gemauerte gotische Altartische mit Standfiguren, links Herz Jesu aus dem Ende des 19. Jahrhunderts und rechts eine Kopie einer gotischen Maria, das Original um 1510 ist in Verwahrung.
Der Opferstock beinhaltet einen sekundär verwendeten gotischen Schlussstein des Chores.